# Kubáňovo
Kubáňovo es un municipio del distrito de Levice en la región de Nitra, Eslovaquia, con una población estimada a final del año 2024 de 251 habitantes.
Se encuentra ubicado al este de la región, cerca de los ríos Ipoly y Hron (ambos, afluentes izquierdos del Danubio) y de la frontera con la región de Banská Bystrica.

## Demografía
| Año        | 1994 | 2004     | 2014    | 2024     |
| ---------- | ---- | -------- | ------- | -------- |
| Población  | 336  | 296      | 286     | 251      |
| Diferencia |      | −11,90 % | −3,37 % | −12,23 % |

| Año        | 2023 | 2024    |
| ---------- | ---- | ------- |
| Población  | 261  | 251     |
| Diferencia |      | −3,83 % |